# Matthias Graner

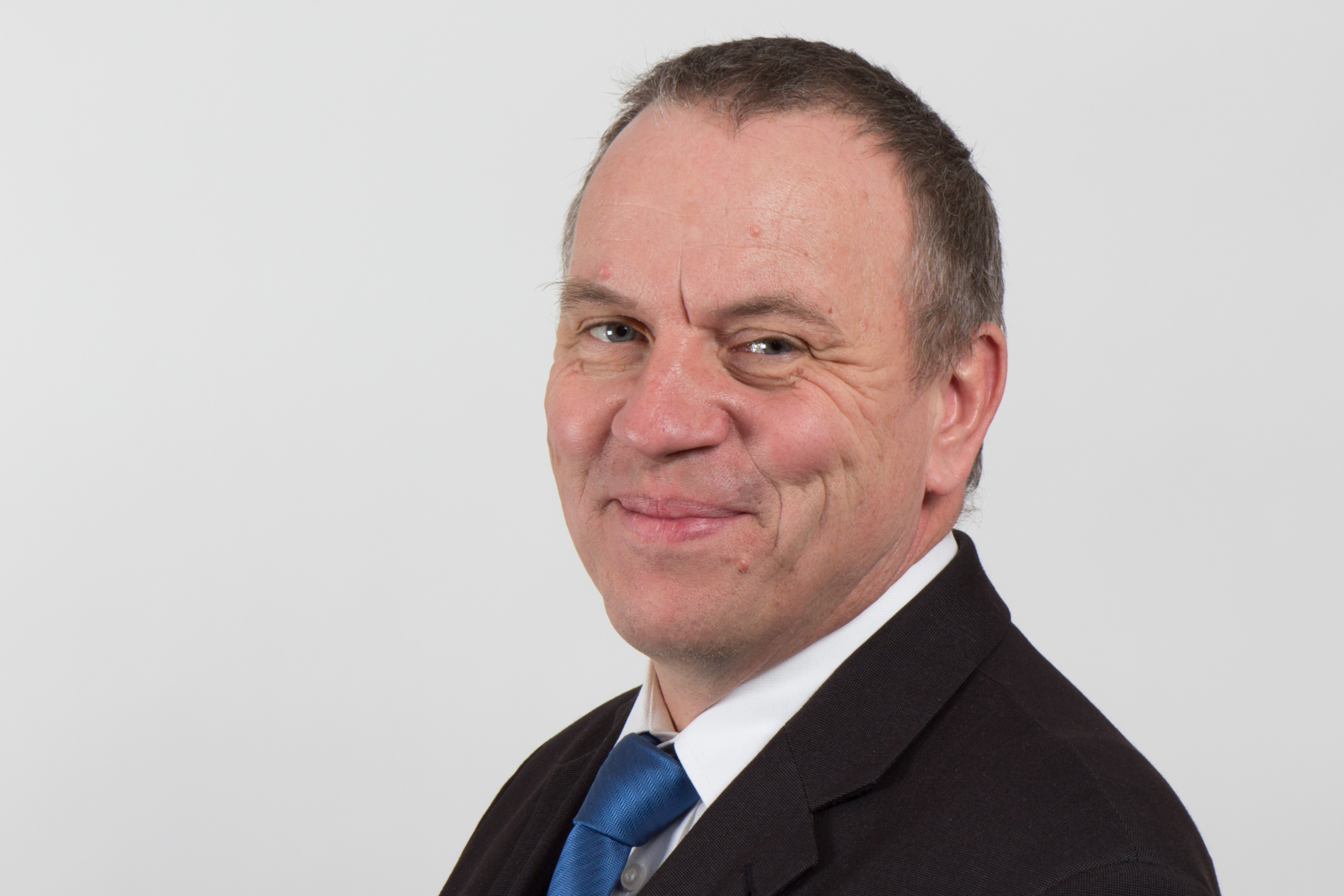
Matthias Graner, 2012

Matthias Graner (* 25. Mai 1959 in Minden) ist ein deutscher Politiker der SPD und seit 2006 Abgeordneter im Landtag von Sachsen-Anhalt.

## Leben und Beruf
Nach dem Abitur im Jahr 1979 begann er einen zweijährigen Zivildienst.
Anschließend studierte er bis 1987 Politikwissenschaft und Geschichte. In den Jahren 1986 bis 1987 war Graner Research Assistant an der University of Tennessee (USA) und schloss sein Studium mit M.A. (USA) ab.
Von 1990 bis 1994 war er als Wissenschaftlicher Mitarbeiter der Universität Köln und Bonn tätig.
Ab 1994 war Graner Leiter der Außenstelle Magdeburg der Ostakademie Königstein e.V.
In den Jahren 2001 bis 2002 arbeitete er als Referent im SPD-Landesverband Sachsen-Anhalt, bevor er bis 2006 Wissenschaftlicher Mitarbeiter im Büro von Reinhard Höppner (Ministerpräsident a. D.) war.
Graner ist verheiratet und hat ein Kind.

## Politik / Partei
Im Jahr 1982 trat er in die SPD ein. Seit 2001 ist er Vorsitzender des SPD-Kreisverbandes Jerichower Land.

## Abgeordneter
In den Jahren 2004 bis 2014 war er Mitglied des Kreistages Jerichower Land.
Graner ist Mitglied des Landtages seit der 5. Wahlperiode (2006).
Er wurde über die Landesliste der SPD in den Landtag gewählt und ist Mitglied im Ausschuss für Finanzen sowie im Unterausschuss Rechnungsprüfung und der Enquete-Kommission „Öffentliche Verwaltung konsequent voranbringen – bürgernah und zukunftsfähig gestalten“. Seit 2014 ist er Mitglied des Ortschaftsrates Schermen.

## Weitere Tätigkeiten
- Heimatverein Möser
- Vorsitzender der Kath. Erwachsenenbildung im Land Sachsen-Anhalt e.V.
- Vorstandsmitglied im Katholikenrat des Bistums Magdeburg